# Examen oftalmològic

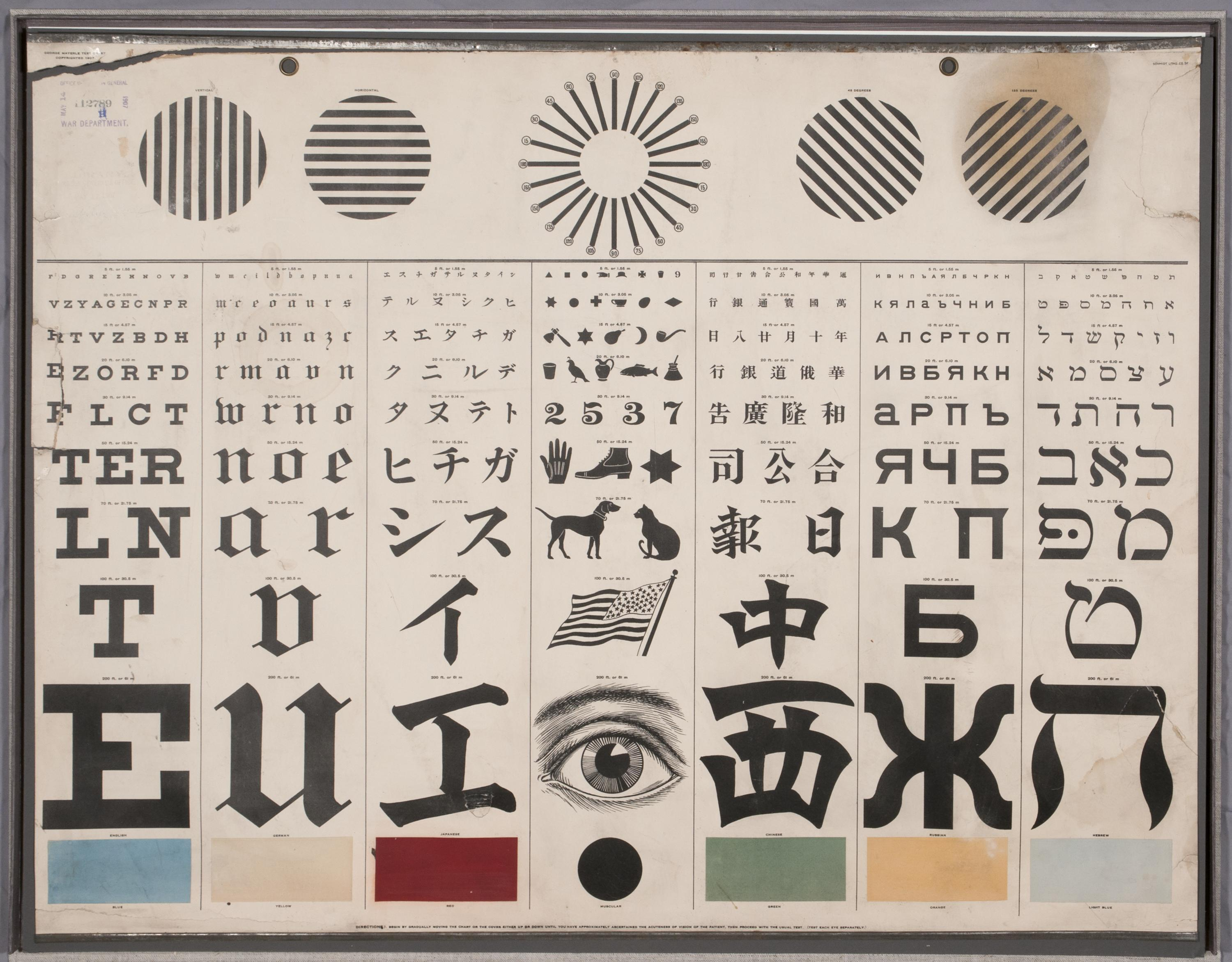
Taula que conté la prova estrella (amb les seves variants als costats) i les proves optotip amb taules ETDRS en diferents idiomes i en una versió infantil

Un examen oftalmològic és un conjunt de diverses proves visuals que s'utilitzen per tal de verificar i mesurar possibles alteracions òptiques dels ulls i ser capaços d'implementar qualsevol mesura correctora.

## Prova de color deIshihara

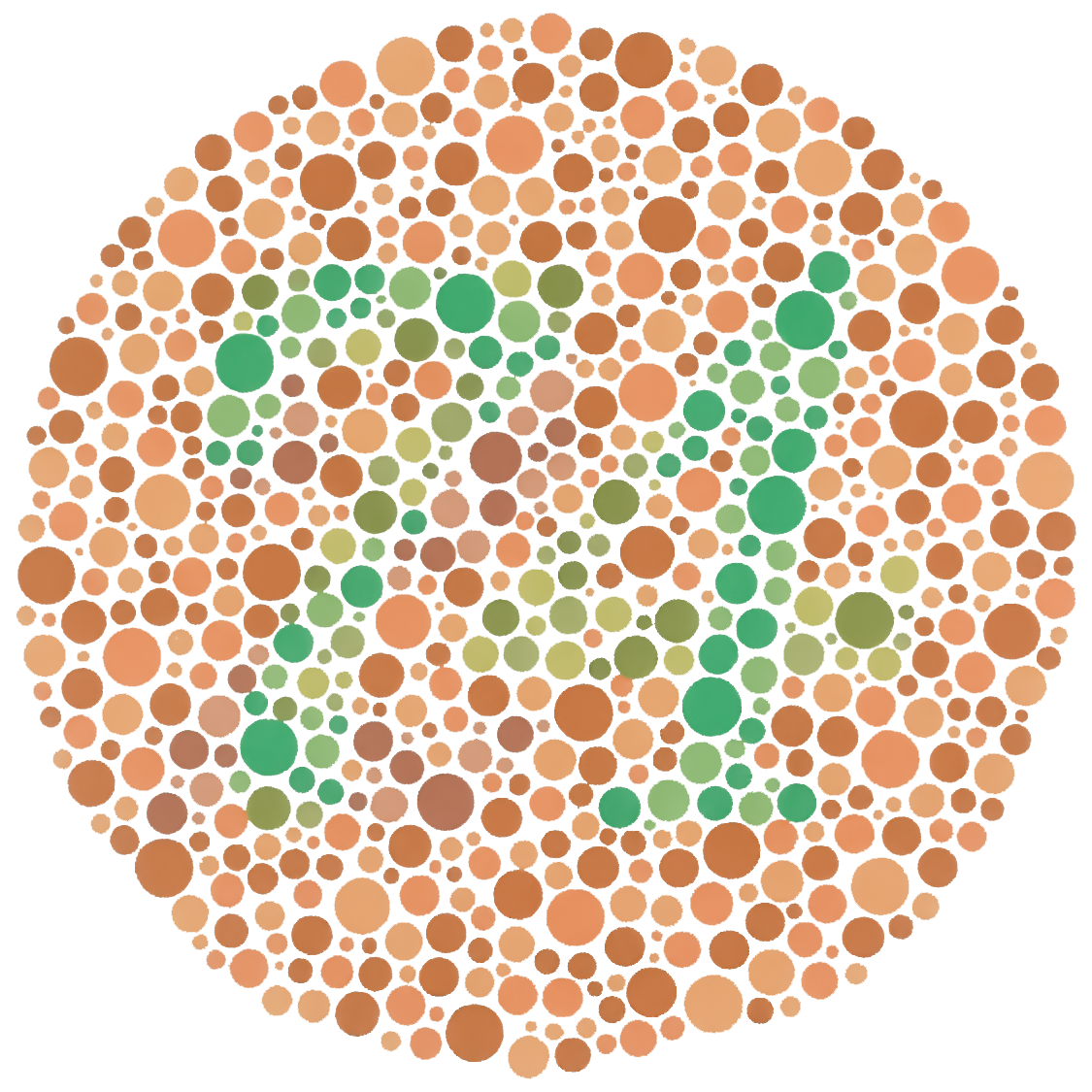
Exemple de prova de visió en color. Amb la pantalla de l'ordinador configurada correctament, les persones amb visió normal haurien de veure el número "74". Moltes persones amb discromatopsis llegeixen el número "21"

Aquesta prova serveix per poder verificar la presència de ceguesa de color i quantificar la seva sensibilitat reduïda als colors relatius; la prova està composta per imatges tacades, les màcules formades per números.

## Prova estrella per a l'astigmatisme
Aquesta prova serveix per poder verificar la presència d'astigmatisme a través d'una determinada estrella de 12 puntes amb tres barres cadascuna.

## Prova duocromàtica o de dos colors
Aquesta prova serveix per poder verificar la presència de miopia o hipermetropia, a través de dues taules, una verda i una vermella, amb algunes lletres descrites anteriorment.

## Prova d'Amsler
Aquesta prova s'utilitza per poder verificar l'esfericitat de la retina i ressaltar els problemes localitzats en algunes àrees circumscrites (per exemple, una degeneració macular); la prova consisteix en una graella amb un punt central.

## Prova d'agudesa visual

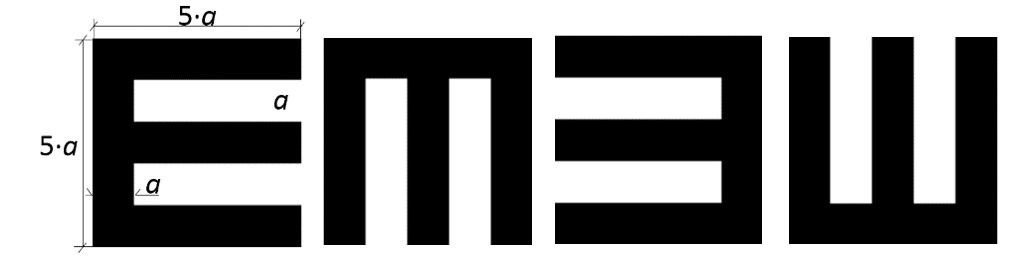
Símbols del test de les E tombades

La prova consisteix en diverses lletres, sempre més petites, per verificar el diopter ("ETPRS Table"); per a nens i analfabets s'utilitza una taula modificada que utilitza una lletra majúscula "E" girada en diferents angles o, alternativament, símbols de figures.

## Prova de sensibilitat al contrast
És una prova que permet analitzar a alta resolució el contrast en relació amb agudeza visual d'1/10 que normalment correspon al llindar absolut del contrast.
Per a aquesta verificació, es poden utilitzar diverses taules de proves, com ara taules Pelli-Robson (PR),  els Test de contrast de funcionalitat (FACT),  el Sistema de proves de contrast de vista  (VCTS) o la seva versió evolucionada informatitzada (optotips), la prova de Rabin i la prova de Regan.